# Calcalong Creek (Meteorit)
Koordinaten: 26° 27′ 0″ S, 120° 22′ 0″ O
Der Meteorit Calcalong Creek ist ein 19 g schwerer Mondmeteorit, der bereits 1960 von einem Aborigine-Meteoritenjäger im Streufeld des Millbillillie-Meteoriten (klassifiziert als Eukrit) in Western Australia gefunden wurde (aber nicht zu diesem gehört). Als Mondmeteorit wurde er erst 1991 identifiziert.
Er ist der erste Mondmeteorit, welcher außerhalb der Antarktis gefunden worden ist. Calcalong Creek ist eine Regolith-Brekzie aus dem Mondhochland.
In der Gegend niedergegangen ist außerdem der Wiluna-Meteorit, ein 150 kg schwerer H-Condrit.